# Shannonomyia (Shannonomyia) lipernes
Shannonomyia (Shannonomyia) lipernes is een tweevleugelige uit de familie steltmuggen (Limoniidae). De soort komt voor in het Neotropisch gebied.